# Trivirostra edgari
Trivirostra edgari is een slakkensoort uit de familie van de Triviidae. De wetenschappelijke naam van de soort is voor het eerst geldig gepubliceerd in 1909 door Shaw.